# Xanthagrion
Xanthagrion is een geslacht van libellen (Odonata) uit de familie van de waterjuffers (Coenagrionidae).

## Soorten
Xanthagrion omvat 1 soort:
- Xanthagrion erythroneurum Selys, 1876